# ブルーノ・チリッロ
ブルーノ・チリッロ（Bruno Cirillo, 1977年3月21日 - ）は、イタリア・カステッランマーレ・ディ・スタービア出身の元サッカー選手。現役時代のポジションはDF。

## 経歴
レッジーナ・カルチョのユースで育ったチリッロは1996-97シーズンにローンで移籍したセリエC1のトリカーゼ・カルチョで初めてトップチームでプレーする。2シーズンのレンタル中リーグ戦54試合に出場した後、レッジーナに戻るとそのシーズン32試合に出場した。翌シーズンも同様の活躍を見せると冬にインテル・ミラノに引き抜かれた。インテルでも出番をもらったが結局2001-02シーズンにUSレッチェへ移籍、さらに同年冬には古巣、レッジーナにレンタル、翌シーズンから2年間ACシエーナにレンタルとチームを転々とする。2005-06シーズンからはギリシャのAEKアテネFCへ移籍、久々にヨーロッパ大会の舞台へ戻る。2006-07シーズンはACミランをUEFAチャンピオンズリーグで完封するなど活躍し、2007-08シーズンにスペインのレバンテUDに移籍した。しかしレバンテでは給料未納やジャンニ・デ・ビアージ監督の更迭など問題が多く発生し、冬になると他の主力選手同様に移籍、再びレッジーナでプレーしている。
2015年1月4日、レッジーナに再び復帰。同年9月に現役引退を表明した。

## エピソード
- 2004年2月1日のインテル・ミラノ戦において試合に欠場しピッチサイドで観戦していたマルコ・マテラッツィはチリッロに対し汚い野次を飛ばし続け、これを疑問に思ったチリッロが試合終了後に控え室へと続く通路でマテラッツィを問いただそうとしたところ、マテラッツィに殴打された。この直後、チリッロは試合を中継していたテレビ局のカメラの前に現れ、切れた唇を見せてマテラッツィの暴行を視聴者に訴えた。マテラッツィはこの件に関し、インテルから罰金と2ヶ月の出場停止を受けた。チリッロは被害者のため処分は受けなかったものの、ACミランのジェンナーロ・ガットゥーゾは、普通通路の中では何が起こったとしてもそれを外には漏らさないのが選手間における暗黙の了解と発言して、マテラッツィの行動を擁護し、逆にチリッロの行動を非難した。

## タイトル

### クラブ
AEKアテネ
- ガンマ・エスニキ（英語版） : 2014

### 代表
U-21イタリア代表
- UEFA U-21欧州選手権 : 2000